# Stefan Teelen
Stefan Teelen (* 10. April 1979 in Maaseik) ist ein ehemaliger belgischer Fußballspieler. 

## Karriere

### Verein
Teelen begann bei Standard Elen das Fußballspielen und wechselte im Sommer 1991 zur Jugend von Racing Genk.
Wo er 1997 seine Profi-Karriere begann, mit dem KRC Genk holte er in seinen ersten beiden Profi-Jahren gleich die belgische Meisterschaft und den belgischen Vereinspokal. In der Saison 1999/00 kam er auf zehn Einsätze und gewann zum Ende der Saison zum zweiten Mal in seiner Karriere den belgischen Pokal mit Genk. 2002 folgte dann seine zweite Meisterschaft mit dem KRC Genk und wechselte anschließend auf Leihbasis zum Ligarivalen R.A.A. La Louvière. Mit La Louvière holte er sich dann in der abgelaufenen Saison 2002/03 seinen insgesamt dritten Pokal. Nachdem er auch hier nur zu dreizehn Einsätzen gekommen war, kehrte er im Mai 2003 zu Genk zurück. Die ihn dann anschließend zur neuen Saison 2003/04 an den Eerste-Klasse-Aufsteiger Koninklijke Beringen-Heusden-Zolder ausliehen. Bei Heusden-Zolder wurde er zum Leistungsträger und verließ nach seiner Rückkehr nach Genk, sein Heimatland Belgien. Der niederländische Verein FC Zwolle unterbreitete ihm ein Angebot, das er annahm. Hier spielte Teelen in der Eerste Divisie vierzig Spiele für Zwolle in zwei Jahren. Im Juni 2006 kehrte er nach Belgien zurück und unterschrieb für KFC Verbroedering Geel, wo er aufgrund von Verletzungen in der ersten Hälfte der Saison 2006/07 nur auf zwei Einsätze kam. So dass er nach der Winterpause Geel verließ und zum KVV Verbroedering Maasmechelen wechselte. Von Januar 2007 bis Juni 2009 kam Teelen dann auf 72 Spiele und erzielte dabei elf Tore für KVV Verbroedering Maasmechelen. Zur Saison 2009/10 wurde sein Vertrag bei Maasmechelen nicht verlängert und er wechselte zum KFC Esperanza Neerpelt, wo er bis zum Juni 2010 unter Vertrag stand. Im Sommer 2010 kehrte Teelen nach Genk zurück und steht seit dem bei Eendracht Termien unter Vertrag. Bei dem Verein aus der 1ste Provinciale Limburg, spielte er gemeinsam mit seinen beiden ehemaligen KRC Genk Vereinskollegen Cédric Van der Elst und Fabrizio Cammalleri. Im Dezember 2013 beendete er dort seine aktive Karriere.

### Nationalmannschaft
Teelen ist ehemaliger belgischer U-21-Nationalspieler und vertrat sein Heimatland bei der U-21-Fußball-Europameisterschaft 2002 in der Schweiz.

## Titel
- Belgischer Pokalsieger: 1998, 2000, 2003
- Belgischer Meister: 1999, 2002